# Jhonas Enroth
Jhonas Erik Enroth, född 25 juni 1988 i Huddinge församling, Stockholms län, är en svensk professionell ishockeymålvakt. Enroth har tidigare spelat för bland annat Södertälje SK och Buffalo Sabres. Från säsongen 2020/2021 spelar Enroth för Örebro HK i SHL.

## Spelarkarriär
Han har tidigare spelat på NHL-nivå för Los Angeles Kings, Toronto Maple Leafs, Dallas Stars och Buffalo Sabres och på lägre nivåer för San Diego Gulls, Toronto Marlies och Portland Pirates i AHL, Södertälje SK i Elitserien (även i Hockeyallsvenskan), Huddinge IK (även i Division 1), Södertälje SK och Almtuna IS i Hockeyallsvenskan.
Enroth valdes av Buffalo Sabres i NHL-draften 2006 med lagets andra val som 46:e spelare totalt. 2007 nominerades han till Årets Rookie i Elitserien. Han slutade Elitseriesäsongen 2007-2008 med bäst räddningsprocent och minst antal insläppta mål per match.
Under sommaren 2008 skrev Enroth ett treårskontrakt med den amerikanska klubben Buffalo Sabres i NHL. 7 november 2009 gjorde han NHL-debut i 2–4-förlusten mot Boston Bruins och noterade 33 räddningar.
Under NHL-lockouten 2012-2013 tränade Enroth först med moderklubben Huddinge, och spelade två matcher där. Det blev sedan spel i Almtuna IS. Under ishockey-VM på hemmaplan i Stockholm 2013 var han en starkt bidragande orsak till att Sverige vann guld.
Den 11 februari 2015 blev Enroth trejdad till Dallas Stars i utbyte mot Anders Lindbäck och ett draftval i tredje omgången.
Han spelar sedan säsongen 2017-18 för HK Dinamo Minsk i KHL. Sent på kvällen den 15 februari 2019 (vilket var sista dagen innan transferfönstret stängdes) meddelade Örebro HK att målvakten Jhonas Enroth ansluter från lördag den 16 februari till Örebro Hockey under resterande del av säsongen. Bakgrunden till att Örebro Hockey värvade ytterligare en målvakt, var på grund av att A-lagets förste målvakt Eero Kilpeläinen var långtidsskadad.
Den 4 maj 2020 meddelades att Enroth valt att skriva ett treårskontrakt med Örebro HK. Enroth var i Örebro en tid säsongen 2018/2019 och var en bidragande faktor till att Örebro kunde säkra ett fortsatt SHL-kontrakt.

## Statistik
M = Matcher, V = Vinster, F = Förluster, O = Oavgjorda, ÖF = Förluster på övertid eller straffar, MIN = Spelade minuter, IM = Insläppta Mål, N = Hållit nollan, GIM = Genomsnitt insläppta mål per match, R% = Räddningsprocent

### Grundserie
| Källa: Uppdaterad: 2018-12-07 | Källa: Uppdaterad: 2018-12-07 | Källa: Uppdaterad: 2018-12-07 | Källa: Uppdaterad: 2018-12-07 | Källa: Uppdaterad: 2018-12-07 | Källa: Uppdaterad: 2018-12-07 | Källa: Uppdaterad: 2018-12-07 | Källa: Uppdaterad: 2018-12-07 | Källa: Uppdaterad: 2018-12-07 | Källa: Uppdaterad: 2018-12-07 | Källa: Uppdaterad: 2018-12-07 | Källa: Uppdaterad: 2018-12-07 | Källa: Uppdaterad: 2018-12-07 |  |
| Säsong                        | Lag                           | Liga                          | M                             | V                             | F                             | O                             | ÖF                            | MIN                           | IM                            | N                             | GIM                           | R%                            |  |
| ----------------------------- | ----------------------------- | ----------------------------- | ----------------------------- | ----------------------------- | ----------------------------- | ----------------------------- | ----------------------------- | ----------------------------- | ----------------------------- | ----------------------------- | ----------------------------- | ----------------------------- |  |
| 2004–2005                     | Huddinge IK                   | Hockeyallsvenskan             | 2                             | —                             | —                             | —                             | —                             | 51                            | 6                             | 0                             | 6.95                          | —                             |  |
| 2006–2007                     | Södertälje SK                 | Hockeyallsvenskan             | 33                            | —                             | —                             | —                             | —                             | 1938                          | 57                            | 3                             | 1.76                          | —                             |  |
| 2007–2008                     | Södertälje SK                 | Elitserien                    | 27                            | —                             | —                             | —                             | —                             | 1578                          | 56                            | 2                             | 2.13                          | .931                          |  |
| 2008–2009                     | Portland Pirates              | AHL                           | 58                            | 26                            | 23                            | 6                             | —                             | 3424                          | 157                           | 3                             | 2.75                          | .910                          |  |
| 2009–2010                     | Buffalo Sabres                | NHL                           | 1                             | 0                             | 1                             | —                             | 0                             | 58                            | 4                             | 0                             | 4.14                          | .892                          |  |
|                               | Portland Pirates              | AHL                           | 48                            | 28                            | 18                            | 1                             | —                             | 2781                          | 110                           | 5                             | 2.37                          | .919                          |  |
| 2010–2011                     | Buffalo Sabres                | NHL                           | 14                            | 9                             | 2                             | —                             | 2                             | 769                           | 35                            | 1                             | 2.73                          | .907                          |  |
|                               | Portland Pirates              | AHL                           | 41                            | 20                            | 17                            | 2                             | —                             | 2393                          | 111                           | 0                             | 2.78                          | .912                          |  |
| 2011–2012                     | Buffalo Sabres                | NHL                           | 26                            | 8                             | 11                            | —                             | 4                             | 1399                          | 63                            | 1                             | 2.70                          | .917                          |  |
| 2012–2013                     | Buffalo Sabres                | NHL                           | 12                            | 4                             | 4                             | —                             | 1                             | 623                           | 27                            | 1                             | 2.60                          | .919                          |  |
|                               | Huddinge IK (lockout)         | Division 1                    | 2                             | 2                             | 0                             | 0                             | —                             | 120                           | 5                             | 0                             | 2.50                          | —                             |  |
|                               | Almtuna IS (lockout)          | Hockeyallsvenskan             | 14                            | 5                             | 9                             | 0                             | —                             | 832                           | 32                            | 2                             | 2.31                          | .917                          |  |
| 2013–2014                     | Buffalo Sabres                | NHL                           | 28                            | 4                             | 17                            | —                             | 5                             | 1574                          | 74                            | 0                             | 2.82                          | .913                          |  |
| 2014–2015                     | Buffalo Sabres                | NHL                           | 37                            | 13                            | 21                            | —                             | 2                             | 2204                          | 120                           | 1                             | 3.27                          | .903                          |  |
|                               | Dallas Stars                  | NHL                           | 13                            | 5                             | 5                             | —                             | 0                             | 630                           | 25                            | 1                             | 2.38                          | .906                          |  |
| 2015–2016                     | Los Angeles Kings             | NHL                           | 16                            | 7                             | 5                             | —                             | 1                             | 857                           | 31                            | 2                             | 2.17                          | .922                          |  |
| 2016–2017                     | Toronto Maple Leafs           | NHL                           | 6                             | 0                             | 3                             | —                             | 1                             | 275                           | 18                            | 0                             | 3.94                          | .872                          |  |
|                               | Toronto Marlies               | AHL                           | 3                             | 2                             | 1                             | —                             | 0                             | 178                           | 9                             | 0                             | 3.03                          | .904                          |  |
|                               | San Diego Gulls               | AHL                           | 18                            | 14                            | 4                             | —                             | 0                             | 1077                          | 31                            | 2                             | 1.73                          | .936                          |  |
| 2017–2018                     | HK Dinamo Minsk               | KHL                           | 52                            | 19                            | 27                            | —                             | 5                             | 3032                          | 104                           | 4                             | 2.06                          | .923                          |  |
| 2018–2019                     | HK Dinamo Minsk               | KHL                           | —                             | —                             | —                             | —                             | —                             | —                             | —                             | —                             | —                             | —                             |  |
| NHL totalt                    | NHL totalt                    | NHL totalt                    | 153                           | 50                            | 69                            | —                             | 16                            | 8389                          | 397                           | 7                             | 2.84                          | .909                          |  |
| AHL totalt                    | AHL totalt                    | AHL totalt                    | 147                           | 74                            | 58                            | 9                             | —                             | 8598                          | 378                           | 8                             | 2.63                          | .913                          |  |
| Elitserien totalt             | Elitserien totalt             | Elitserien totalt             | 27                            | —                             | —                             | —                             | —                             | 1578                          | 56                            | 2                             | 2.13                          | .931                          |  |
| Hockeyallsvenskan totalt      | Hockeyallsvenskan totalt      | Hockeyallsvenskan totalt      | 49                            | 5                             | 9                             | 0                             | —                             | 2821                          | 95                            | 5                             | 3.67                          | .917                          |  |
| Division 1 totalt             | Division 1 totalt             | Division 1 totalt             | 2                             | 2                             | 0                             | 0                             | —                             | 120                           | 5                             | 0                             | 2.50                          | —                             |  |

### Slutspel
| Säsong     | Lag              | Liga              | M  | V | F | MIN | IM | N | GIM  | R%   |
| ---------- | ---------------- | ----------------- | -- | - | - | --- | -- | - | ---- | ---- |
| 2006–2007  | Södertälje SK    | Elitserien        | —  | — | — | —   | —  | — | —    | —    |
| 2007–2008  | Södertälje SK    | Hockeyallsvenskan | —  | — | — | —   | —  | — | —    | —    |
| 2008–2009  | Portland Pirates | AHL               | 5  | 1 | 4 | 264 | 10 | 1 | 2.27 | .940 |
| 2010–2011  | Buffalo Sabres   | NHL               | 1  | 0 | 0 | 17  | 1  | 0 | 3.53 | .875 |
|            | Portland Pirates | AHL               | 4  | 1 | 2 | 217 | 10 | 0 | 2.77 | .912 |
| 2016–2017  | San Diego Gulls  | AHL               | 10 | 4 | 6 | 580 | 26 | 0 | 2.69 | .924 |
| NHL totalt | NHL totalt       | NHL totalt        | 1  | 0 | 0 | 17  | 1  | 0 | 3.53 | .875 |
| AHL totalt | AHL totalt       | AHL totalt        | 9  | 2 | 6 | 481 | 20 | 1 | 2.52 | .926 |

## Meriter
- JVM-silver 2008
- Vinnare av TV-pucken 2004, 2005
- Buffalo Sabres andra val, 46:e totalt, i NHL-draften 2006
- Nominerad till Årets Rookie i Elitserien 2007
- Invald i NHL All-Rookie Team säsongen 2011/2012
- VM-guld 2013 95,63% i räddningsprocent och 1,15 insläppa mål per match
- Best Goal keeper & All star team (media) VM 2013